# Cinar (Dagestan)
Cinar (Russisch: Чинар) is een dorp (selo) in het district Derbentski van de Russische autonome deelrepubliek Dagestan, 14 km ten noordwesten van de stad Derbent.